# Chevrolet Chevy Malibu
Pour les articles homonymes, voir Malibu.
Ne doit pas être confondu avec Chevrolet Malibu.
 (février 2020).
Si vous disposez d'ouvrages ou d'articles de référence ou si vous connaissez des sites web de qualité traitant du thème abordé ici, merci de compléter l'article en donnant les références utiles à sa vérifiabilité et en les liant à la section « Notes et références ».

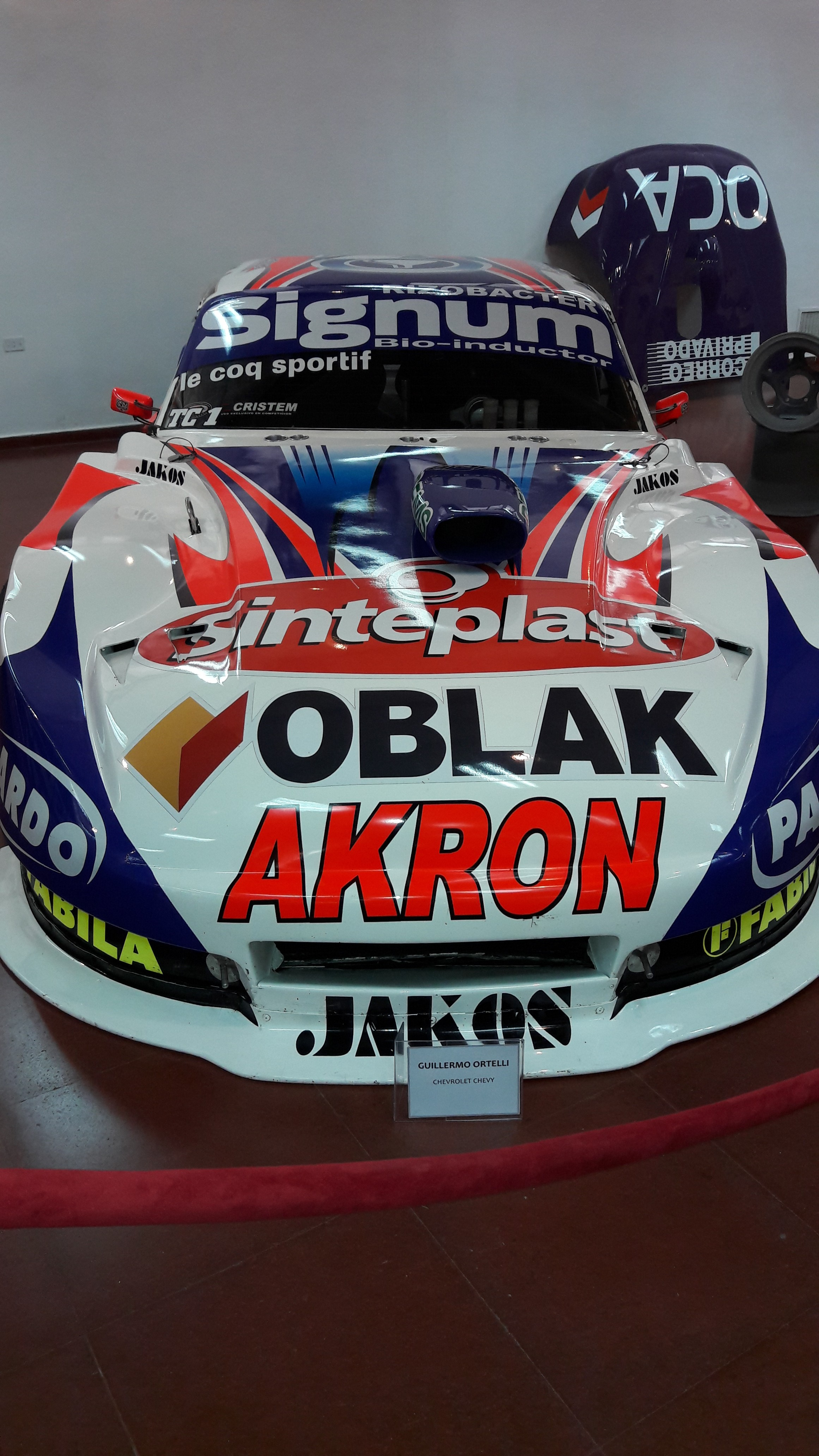
Chevrolet Chevy de Guillermo Ortelli, exposé au Musée des beaux arts de Luján.

La Chevrolet Chevy Malibu était une voiture compacte fabriquée par Chevrolet en Argentine de 1968 à 1982. Successeure de la Chevrolet 400, la Chevy Malibu offrait un style de carrosserie plus moderne avec de meilleures caractéristiques de sécurité et des mécaniques mises à jour. 
La voiture était basée sur la Chevy II Nova de 1968 du marché américain. Seule la version berline 4 portes a été fabriquée dans le pays, bien que les versions américaines comprenaient un coupé deux portes en plus de la berline.

## Histoire
Bien que la Chevrolet 400 se soit bien vendue sur le marché argentin, General Motors a décidé de proposer un modèle mis à jour avec un style plus moderne et des mécaniques à jour. La Chevrolet 400 était basée sur la Chevy II de 1962 et, en 1968, elle était déjà dépassée.
Alors que l'équivalente Chevy Nova du marché américain présentait des changements dans les équipements de sécurité et d'émissions au cours de sa course relativement courte de 1968 à 1974 (elle avait un tout nouveau style pour 1975), la version argentine a conservé les caractéristiques de la voiture de 1968 tout au long de sa course, y compris un tableau de bord avec contacteur d'allumage et feux de position latéraux plus petits.